# Fábrica de Automotores Utilitarios
Fábrica de Automotores Utilitarios SAICF war ein argentinischer Hersteller von Automobilen.

## Unternehmensgeschichte
Das Unternehmen aus Buenos Aires begann 1960 mit der Produktion von Automobilen. Der Markenname lautete Bambi. Die Pläne beliefen sich auf 800 Fahrzeuge jährlich. 1963 endete die Produktion. Andere Quellen geben 1961 als einziges Produktionsjahr an. Insgesamt entstanden etwa 480 bis 500 Fahrzeuge.

## Fahrzeuge
Die Fahrzeuge entstanden nach einer Lizenz des Fuldamobil S-7. Zur Wahl standen Limousine und Pick-up. Ein Einzylindermotor von Sachs mit 191 cm³ Hubraum und 10,2 PS Leistung trieb die Fahrzeuge an.